# Баграт IV (цар Грузії)
Баграт IV (*1018-†1072) — цар Грузії з 1027 до 1072 року. Походив з династії Багратіоні.

## Життєпис

### Молоді роки
Баграт був сином Георгія I та Маріам Васпуракан, доньки вірменського володаря. З дитинства Баграт займався державними справами. Після поразки його батька у війні з Візантією Баграта було відправлено до двору імператора Василя II. Там він як заручник жив до 1025 року, коли візантійський імператор помер. Після цього Баграт повернувся до Грузії та 1027 року, після смерті батька, став новим грузинським царем.
Через неповноліття молодого царя регентом стала його мати Маріам разом із Ліпаридом IV, еріставом Тріалеті та Іваном, еріставом Картлі. За їхнього правління значної сили набули аристократичні родини, послабилась центральна влада.

### Внутрішня політика
З часом, коли Баграт IV став повноцінним царем Грузії, його зусилля були спрямовані на зміцнення країни. Тим більше, що на сході владі царя протистояли Квіріке III, цар Кахетії та Джафар III, емір Тбілісі (який на той час був васалом грузинських царів). Столиця ж Грузії розташовувалась у Кутаїсі.
Перш за все Баграт почав ліквідовувати незалежні маєтки феодалів. Було захоплено місто Артануджі, яке належало Деметре Багратіоні з Кларджеті.
1038 року Ліпарид IV, еристав Тріалеті, спробував захопити Тбілісі, але цьому завадили інші представники знаті. Тим самим Баграт IV створив собі ворога в особі Ліпарида, який надалі перейшов на бік Візантії. 1042 року Ліпарид разом із Давидом I, ериставом Лорі, за підтримки Візантії повстав проти Баграта IV. Того ж року у битві при Сасіреті царські війська зазнали поразки, за царем залишились тільки західні землі. У 1050–1053 роках Ліпарид володів фактично всією Грузією, а Баграт IV був змушений тікати до Константинополя. Зрештою Баграт IV зміг перемогти заколотників. 1060 року Ліпарида було захоплено та відправлено до монастиря, приєднано землі Лорі та Кахетії.

### Зовнішня політика
Окрім внутрішніх ворогів, Баграт IV стикнувся із зовнішніми загрозами — Візантійською імперією та Сельджукською державою. Тут він намагався провадити більш дипломатичну політику, намагаючись зіштовхнути між собою цих ворогів. Після цього супротивники царя намагалися використати проти нього його зведеного брата Деметре, але невдало.
Цар намагався спочатку подружитись із Візантією. 1030 року мати Баграта — Маріам — з дипломатичною місією відвідала Константинополь, де уклала мирну угоду з імператором Романом III. Як наслідок 1032 року відбулось одруження Баграта IV з родичкою імператора, в результаті якого Баграт отримав титул куропалата. На деякий час стосунки між цими державами налагодилися.
У 1030-х роках боротьба також точилась із курдським родом Шаддадідів з Аррану, що у Вірменії. 1034 року грузинські війська завдали істотного удару цим ворогам.
1048 об'єднані сили Візантії та Грузії завдали поразки Сельджуцькій державі при Капетру, але при цьому й самі зазнали значних втрат. Тому проблему військового натиску сельджуків на володіння Грузії не було вирішено.
1060 року розпочався новий конфлікт із сельджуками на чолі з султаном Алп Арсланом. З огляду на це Баграт IV уклав нову угоду з Візантією, видавши свою доньку за імператора Михайла VII Дуку. 1068 султан Алп Арслан разом з еріставом Лорі, Кахетії та аль Фадлем Шаддадідом з Аррану вторгся до Грузії та розорив її. Баграт IV тільки у липні того року зміг відновити владу по всій Грузії, розбивши при цьому аль Фадля при Тбілісі. Емір Тбілісі знову став васалом грузинського царя. Проте до самої смерті Баграта — 24 листопада 1072 року — загрозу сельджуцької навали не було усунено.

## Родина
1. Дружина Олена Аргир, небога імператора Візантії Романа III
Дітей не було
2. Борена, донька Урдура, царя Аланії
Діти:
- Георгій (1054–1112)
- Марія (1050–1103), дружина імператора Візантії Михайла VII Дуки.